# Conseil indien du bien-être animal
 (juin 2023).
Si vous disposez d'ouvrages ou d'articles de référence ou si vous connaissez des sites web de qualité traitant du thème abordé ici, merci de compléter l'article en donnant les références utiles à sa vérifiabilité et en les liant à la section « Notes et références ».
Le Conseil indien du Bien-être animal (en anglais, Animal Welfare Board of India ou AWBI) est un organe consultatif statutaire qui conseille le ministère de la Pêche, de l’Élevage et de l'Industrie laitière (département de l'Élevage et de l'Industrie laitière (en)) du gouvernement indien. Son siège est situé à Faridabad, à la périphérie du territoire de la Capitale nationale de Delhi.

## Historique
Le Conseil indien du bien-être animal est créé en 1962 en vertu de l'article 4 de loi de 1960 sur la prévention de la cruauté envers les animaux (en). La femme politique Rukmini Devi Arundale joue un rôle déterminant dans la création de ce conseil et en a été la première présidente.
Le Conseil est composé de 28 membres qui siègent pour une période de 3 ans. Son siège est situé à Ballabhgarh (Faridabad, à la périphérie du territoire de la Capitale nationale de Delhi) depuis début 2018 (il était auparavant situé à Chennai dans l’État du Tamil Nadu).
Ce conseil relève initialement de la compétence du ministère de l'Agriculture. En 1990, le sujet de la prévention de la cruauté envers les animaux est transféré au ministère de l'Environnement. Il passe en 2019 sous l'autorité du ministère de la Pêche, de l’Élevage et de l'Industrie laitière.
Au début de son histoire, le conseil recommande au gouvernement de créer un comité de contrôle et de surveillance des expériences scientifiques menés sur les animaux. Celui-ci est créé mais plusieurs 
années s'écoulent avant que le sujet ne soit effectivement adressé par le gouvernement : en 2001, ce dernier adopte des règles concernant l'élevage et l'expérimentation sur les animaux.
Une autre préoccupation précoce du conseil était la maltraitance des animaux utilisés dans le divertissement. En 1964, le conseil publie la brochure "Circus - Amusement for the Uncivilised". En 2001, le gouvernement adopte les Performing Animals Rules, qui ont été ensuite modifiées en 2005. En 2012, le Comité indique que ces règles étaient mises en œuvre de manière efficace.

## Fonctions

### Reconnaissance des organisations de protection des animaux
Le conseil supervise les organisations de protection des animaux en leur accordant une reconnaissance si elles respectent ses directives. Les organisations doivent soumettre un dossier, nommer un représentant du Conseil indien du Bien-être animal au sein de son comité exécutif et accepter des inspections régulières. Après avoir satisfait aux exigences et passé une inspection, l'organisation est considérée pour l'octroi de la reconnaissance.

### Aide financière
Le Conseil indien du Bien-être animal fournit une aide financière aux organisations de protection des animaux reconnues. Les catégories de subventions comprennent la subvention régulière, la subvention de sauvetage du bétail, la fourniture d'un abri pour s'occuper des animaux, le programme de contrôle des naissances animales, la fourniture d'une ambulance pour les animaux en détresse et la subvention pour catastrophe naturelle.

### Lois sur le bien-être animal
Le conseil suggère des modifications aux lois concernant les questions de bien-être animal. En 2011, un nouveau projet de loi sur le bien-être animal a été publié pour commentaires. Des formations sont également menées pour les organisations de protection animale et les fonctionnaires de police pour les aider à interpréter et à appliquer les lois.

### Renforcer la sensibilisation
Le conseil édite des publications pour sensibiliser à diverses questions de bien-être animal.
Il donne des conférences sur des sujets liés au bien-être animal et forme les membres de la communauté à devenir des éducateurs certifiés en bien-être animal.

## Actions légales
En 2013, le Conseil déclare les dauphins et les baleines "personnes non-humaines" , dans une lettre interdisant la capture, le transport et la détention de ces animaux. Il n'existait plus à cette date de delphinarium en Inde, mais les projets de création de nouveaux delphinariums étaient nombreux. À la suite de cette décision ces projets ont dû être abandonnés.
En 2014, le Conseil indien du Bien-être animal a déposé une plainte devant la Cour suprême contre A. Nagaraja & Ors, concernant le Jallikattu, une sorte d'événement de dressage de taureaux au cours duquel de nombreux participants humains meurent et où les taureaux endurent divers types d'abus et de négligence.
La position du conseil était que, même si le Jallikattu suivait la loi de 2009 sur la réglementation du Tamil Nadu Jallikattu (TNJ) - qui décrit diverses dispositions que cet événement doit suivre, il violait la loi de 1960 sur la prévention de la cruauté envers les animaux. Les juges ont statué en faveur du conseil, ordonnant au Parlement d'élever les droits des animaux et invitant le conseil et les gouvernements ont été invités à prendre des mesures pour empêcher que des douleurs ou des souffrances inutiles ne soient infligées aux animaux.
Dans cette affaire, la Cour a statué que les animaux ont également un droit fondamental à la liberté inscrit dans l'article 21 de la Constitution de l'Inde, c'est-à-dire le droit à la vie, la liberté personnelle et le droit de mourir dans la dignité (euthanasie passive).